# (10217) Richardcook
(10217) Richardcook est un astéroïde de la ceinture principale.

## Description
(10217) Richardcook est un astéroïde de la ceinture principale. Il fut découvert le 27 septembre 1997 à Haleakala par le programme NEAT. Il présente une orbite caractérisée par un demi-grand axe de 2,62 UA, une excentricité de 0,26 et une inclinaison de 13,2° par rapport à l'écliptique.

## Compléments